# Seleção Portuguesa de Voleibol Feminino
A Seleção Portuguesa de Voleibol Feminino é uma equipa europeia composta pelas melhores jogadoras de voleibol de Portugal. A equipa é mantida pela Federação Portuguesa de Voleibol. Encontra-se na 79.ª posição do ranking mundial da Federação Internacional de Voleibol, de acordo com os dados de 22 de agosto de 2016.

## Histórico de resultados
- Jogos da Lusofonia: 2006 e 2009